# Richland (Nueva York)
Richland es un pueblo ubicado en el condado de Oswego en el estado estadounidense de Nueva York. En el año 2000 tenía una población de 5,824 habitantes y una densidad poblacional de 39 personas por km².

## Geografía
Richland se encuentra ubicado en las coordenadas 43°32′53″N 76°8′7″O / 43.54806, -76.13528.

## Demografía
Según la Oficina del Censo en 2000 los ingresos medios por hogar en la localidad eran de $33,304 y los ingresos medios por familia eran $43,564. Los hombres tenían unos ingresos medios de $36,035 frente a los $22,337 para las mujeres. La renta per cápita para la localidad era de $16,780. Alrededor del 13.4% de la población estaban por debajo del umbral de pobreza.